# شباب ضد المستوطنات

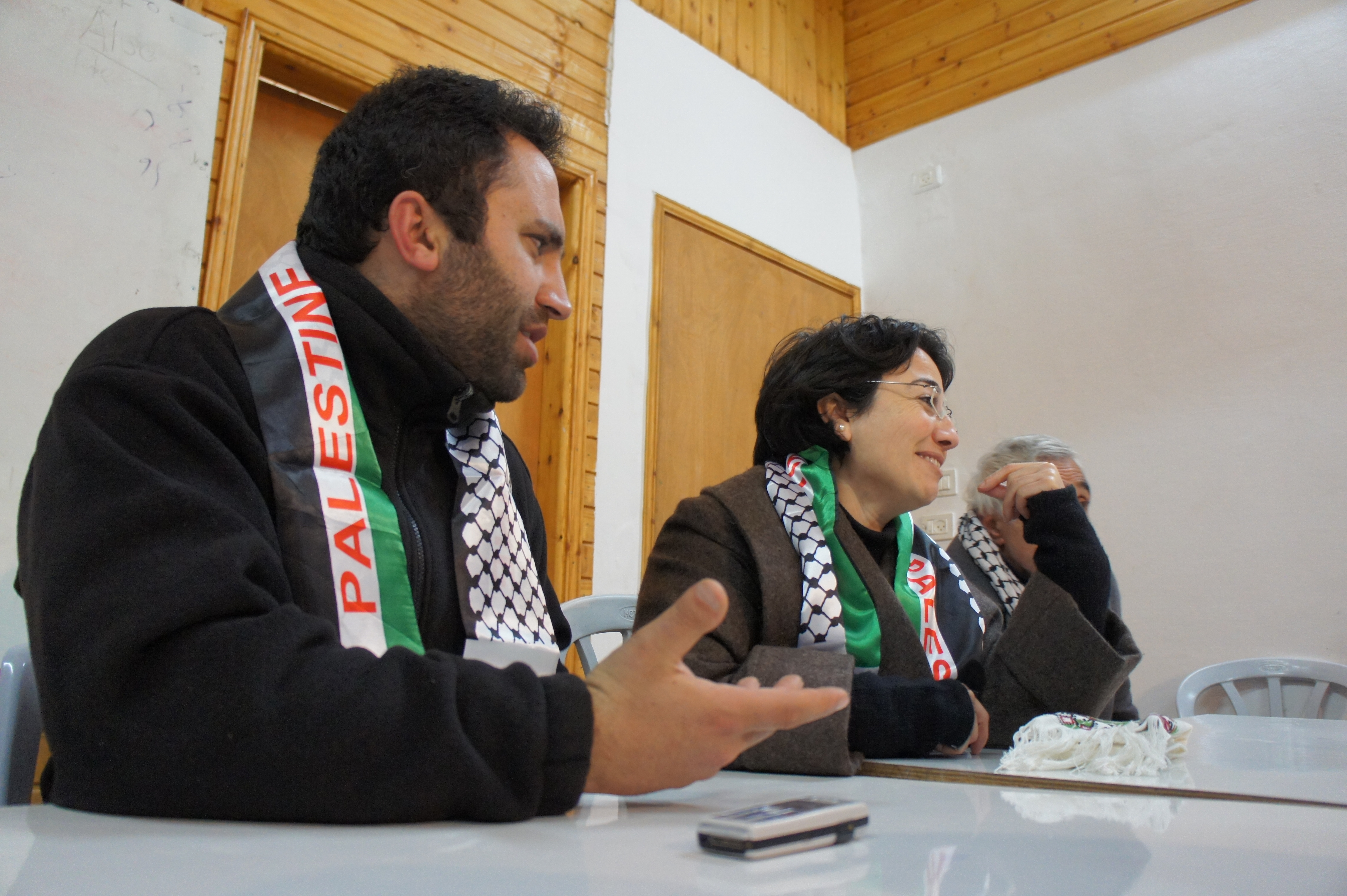
عيسى عمرو وحنين الزعبي، داخل منزل شباب ضد الاستيطان
، الخليل ، شباط 2012

الشباب ضد الاستيطان عبارة عن منظمة وجماعة فلسطينية ناشطة مقرها في الخليل. ويذكر أنه ينظم أعمالا ضد الاحتلال الإسرائيلي لفلسطين من خلال النضال الشعبي السلمي والعصيان المدني. والمجموعة ممثلة أيضًا كمنظمة غير حكومية في مجلس حقوق الإنسان التابع للأمم المتحدة.

## منظمة
اعتباراً من عام 2012، تم تنسيق الشباب ضد الاستيطان بواسطة عيسى عمرو.

## أنشطة
تقود منظمة شباب ضد المستوطنات (YAS) حملة فتح شارع الشهداء (OSC)، وهي حملة عالمية لإعادة فتح شارع الشهداء.
إلى جانب المظاهرات الدولية السنوية المفتوحة لشارع الشهداء، تنظم جمعية ياس أيضًا الاحتجاجات الأسبوعية في جميع أنحاء الأراضي الفلسطينية المحتلة. في مايو 2012، تحدث أكرم النتشة في اجتماع دولي للأمم المتحدة في باريس.
في مارس 2014، قدم عيسى عمرو عرضًا تقديميًا في مجلس حقوق الإنسان التابع للأمم المتحدة في جنيف.
خلال موجة العنف في أواخر عام 2015، نشر الناشط في "ياس" صهيب زاهدة مقالاً افتتاحياً في صحيفة "إنترناشونال بيزنس تايمز" ينتقد فيه الاحتلال المستمر لفلسطين كسبب للعنف، فضلاً عن تواطؤ السلطة الفلسطينية مع إسرائيل.

## إسرائيلوالشباب ضد الاستيطان
في عام 2012 ، تم القبض على عيسى عمرو واحتجازه 20 مرة، وفي 2013 حتى 6 أغسطس. في أغسطس 2013، أعرب خبراء حقوق الإنسان المستقلون بالأمم المتحدة عن قلقهم العميق إزاء الإجراءات الموجهة ضد عمرو. وقبيل الجلسة التي حضرها عمرو أيضًا، أرسلت إسرائيل استدعاءً للمثول أمام محكمة عسكرية في 30 ديسمبر 2013، دون الإشارة إلى أي تهم. في 8 يوليو 2013، قبل شهر من اجتماع الأمم المتحدة، أخذ الجنود الإسرائيليون وثائق هويته. تعرض للتعذيب على أيدي الجنود وانتهى به المطاف في المستشفى.

## روابط خارجية
- الموقع الرسمي